# Kościół Wniebowzięcia Najświętszej Maryi Panny w Łasku
Kościół Wniebowzięcia Najświętszej Maryi Panny w Łasku – rzymskokatolicki kościół parafialny należący do parafii pod tym samym wezwaniem (dekanat łaski archidiecezji łódzkiej). Znajduje się we wschodniej dzielnicy Łasku – Kolumnie.
Budowa świątyni została rozpoczęta 22 czerwca 1981 roku. Projekt kościoła w pierwotnej wersji został przygotowany przez zespół architektów w składzie: Mariusz Gaworczyk, Leszek Łukoś, Ludwik Mackiewicz. Następnie projekt został zmodyfikowany przez zespół w składzie: Piotr Filipowicz, Janusz Frey, Mirosław Rybak. Prace budowlane zostały zakończone w 2003 roku. Budowla została konsekrowana 30 maja 2004 roku przez arcybiskupa Władysława Ziółka.